# Olsen-banden går amok
Olsen-banden går amok er en dansk film fra 1973, den femte i rækken af de i alt fjorten Olsen-banden-film. Filmen er instrueret af Erik Balling efter manuskript af Balling og Henning Bahs.

## Handling
En stor del af temaet i denne film er Bennys fordrukne bror Harry (Preben Kaas), som har været med i en af de tidligere film, Olsen-banden på spanden, dog forsøger Harry sig denne gang på vandvognen. Derudover er Benny på vej til at blive gift, og hans forlovede Ragna og hendes far, købmand Kvist vigtige skikkelser i filmen. På grund af deres arbejde i købmandsforretningen vil Benny og Kjeld ikke have noget med Egon og hans kup at gøre. Dette ordner sig imidlertid efter en række forviklinger, bl.a. ryger Benny og Kjeld for en gang skyld i fængsel i stedet for Egon, men i sidste ende bliver banden snart klar til at foretage et kup sammen.
Mange af temaerne, der bliver tydelige i de efterfølgende film, har nu taget form. F.eks. er kriminalassistent Jensen nu kommet til i stedet for de mere fjollede politifolk, Mortensen og Politidirektøren. Plottet med den kapitalistiske skurk (denne gang under navnet Hallandsen) er også dukket op – og som en sidebemærkning er "Bøffen" (Ove Verner Hansen) også med for første gang, omend blot som en af Hallandsens vagter. Også Holm er med for første gang men kun som en af flere anonyme kriminalbetjente.
Blandt filmens kendte scener er en, hvor Egon havner i en frostboks, samt en scene med Egon som tysk, utålmodig direktør ("BITTE, BITTE, BITTE, BITTE!!!").

## Medvirkende
- Ove Sprogøe – Egon Olsen
- Morten Grunwald – Benny Frandsen
- Poul Bundgaard – Kjeld Jensen
- Kirsten Walther – Yvonne Jensen
- Jes Holtsø – Børge Jensen
- Preben Kaas – Dynamit-Harry
- Ejner Federspiel – Købmanden Hr. Kvist
- Birgitte Federspiel – Ragna Kvist, Købmandens datter
- Axel Strøbye – Kriminalassistent Jensen
- Poul Glargaard – Politiassistent Holm
- Helle Virkner – Hallandsens sekretær
- Benny Hansen – Politiassistent
- Jesper Langberg – Politiassistent
- Arthur Jensen – Nattevagt
- Ove Verner Hansen – Sikkerhedsvagt
- Jens Okking – Sikkerhedsvagt
- Holger Perfort – Politiets pengeskabstekniker
- Per Pallesen – Politiassistent
- Gotha Andersen – Mand på cykel
- Jørgen Weel – Betjent
- Søren Rode – Betjent
- Solveig Sundborg – Dame på indkøb hos købmanden
- Knud Hilding – Politichauffør
- Ernst Meyer – Politimand, der kører med fangetransport
- Holger Vistisen – Politiets pengeskabstekniker
- Claus Nissen – Betjent

## Om filmen
Titlen Olsen-banden går amok indikerer, at det er en af de film hvor der sker noget stort. Det gør der også, da Egon indvier Benny og Kjeld i hans største kup til dato.
Filmplakaten viser, at der er noget ukontrolleret i vente. Benny Frandsen (Morten Grundwald), Kjeld Jensen (Poul Bundgaard) og Egon Olsen (Ove Sprogøe) er placeret i det gyldne snit, med spot fra højre og venstre. Overskriften står øverst i venstre hjørne, som gør den mere læsbar. Motivet og overskriften står i god harmoni med hinanden, da plakaten indikerer en ustyrlig stemning, med personer der springer i luften og løber med fægtende arme. På plakaten indgår farverne blå, rød, gul og så bliver hele plakaten brudt med to hvide spots, der er gode til at sætte banden i fokus. I forgrunden befinder Dynamit Harry sig, i færd med at sprænge sig selv i luften.
Olsen-banden kører næsten altid rundt i en såkaldt stor flyder fra USA. Denne bil er gennem tiden næsten blevet lige så legendarisk som Olsenbanden selv. I Olsen-banden går amok kører banden rundt i en Chevrolet Bel Air fra årgang 1960. Bilen er kendt som bandens get-away bil, idet den er blevet brugt i flere biljagter gennem filmene. Bilen er dog blevet skiftet ud flere gange gennem olsenbanden filmenes forløb. Chevrolet Bel Air er en af de mest populære klassiske samlerbiler, som er blevet masseproduceret. Filmen fik premiere den 5. oktober 1973. I 1970'erne kørte man ofte rundt i folkevogne, Ford cortina(Eksempelvis politibilerne der optræder i filmen) og Mercedes var også særligt udbredt. Politimotorcykler er ofte også en del af udvalget af køretøjerne, som optræder i filmen.
Filmen indledes med at Olsen banden endnu en gang udfører et kup, denne gang i biografen Palads Teatret. Biografen er ejet af filmens producent Nordisk Film, der på denne måde gør reklame for sig selv. Flere steder i denne scene ses plakater for en film, med navnet Det store kup, sandsynligvis en reference til foregående film Olsen-bandens store kup.

## Bemærkelsesværdigt
- Skuespillerne bag Købmand Kvist og hans datter Ragna, Ejner Federspiel og Birgitte Federspiel, var også i det virkelige liv far og datter.
- I filmen optræder Egon som en udenlandsk forretningsmand. I den originale danske version taler han tysk, mens han i den tysksynkroniserede version taler engelsk. I sidstnævnte kan hans tyske oprindelse dog stadig ses på den benyttede Lincoln Continentals tyske nummerplader (DS-M 82). Disse nummerplader var registreret i Landkreis Donaueschingen (Baden-Württemberg), som den 1. januar 1973 i rammerne af kredsreformen blev opløst (filmen havde premiere den 5. oktober 1973).
- Sætningen som Kriminalassistent Jensen siger, "Alle spor peger i retning af Huset på Christianshavn", skulle referere til den dengang populære tv-serie Huset på Christianshavn. Flere af seriens afsnit var ligeledes instrueret af Erik Balling med medvirken af bl.a. Ove Sprogøe, Kirsten Walther og Jes Holtsø.
- Med Olsenbanden og Dynamitt-Harry går amok blev filmen i 1973 næsten samtidig genindspillet i Norge.